# Hoofdklasse (vrouwenhandbal) 2019/20
De hoofdklasse is de laagste afdeling van het Nederlandse handbal bij de dames op landelijk niveau. De hoofdklasse bestaat uit vijf gelijkwaardige onafhankelijke groepen/competities (A, B, C, D en E), elk bestaande uit 12 teams en een eigen kampioen. Het kan voorkomen, e.g. omdat teams zich terugtrekken, dat een competitie uit minder dan 12 teams bestaat.

## Gevolgen van de coronacrisis in Nederland
Nadat eerder alle wedstrijden tussen 12 en 22 maart 2020 waren afgelast, heeft op 24 maart het bondsbestuur van het NHV, alle competities voor het seizoen 2019/2020 als beëindigd verklaard. De belangrijkste consequenties waren dat de standen op 10 maart, de dag waarop de laatste wedstrijden zijn gespeeld, als de eindstanden golden, en dat er voor dit seizoen geen reglementaire promotie/degradatie bestond. Zelfs niet voor ploegen die dachten al zeker te zijn van promotie of degradatie, daar tegenover een promoverende ook een degraderende ploeg staat en veelal, zoniet altijd, beide nog niet bekend waren. Dit als gevolg van de op 23 maart door het kabinet genomen aangescherpte maatregelen in verband met de coronacrisis in Nederland waardoor er zeker tot 1 juni geen verdere wedstrijden meer gespeeld konden worden.
Hieronder wordt de situatie getoond zoals deze op 10 maart 2020 bestond, inclusief hetgeen dat in de planning stond. Voor de duidelijkheid, het ingeplande is definitief afgelast en de standen zijn als de eindstanden bepaald.

## Opzet
- De vijf kampioenen promoveren rechtstreeks naar de tweede divisie (mits er niet al een hogere ploeg van dezelfde vereniging in de tweede divisie speelt).
- De vijf ploegen die als laatste (twaalfde) eindigen degraderen naar de regio eerste klasse.
- Daarnaast spelen de vijf ploegen die als elfde zijn geëindigd onderling een halve competitie. De twee ploegen die hierbij als hoogste eindigen, handhaven zich in de hoofdklasse en de overige drie ploegen degraderen eveneens naar de regio eerste klasse.

Er promoveren dus 5 ploegen, en er degraderen 8 (gelijk aan het aantal eerste klassen bij de dames) ploegen.
- Indien er een mogelijkheid bestaat dat er op hoger niveau e.g. ploegen zich terugtrekken en er daardoor extra ploegen kunnen promoveren, worden er zogenaamde rangorde wedstrijden gespeeld tussen de vijf ploegen die als tweede geëindigd. Dit betreft een halve competitie waarin de volgorde wordt uitgemaakt van het eerste recht tot promotie indien er extra ploegen kunnen promoveren.

## Hoofdklasse A

### Teams
| Ploeg                            | Plaats           | Provincie  | Hal                                    |
| -------------------------------- | ---------------- | ---------- | -------------------------------------- |
| Avanti Wilskracht                | Glanerbrug       | Overijssel | Sporthal de Brug                       |
| Borhave/B.W.O. 2                 | Borne - Hengelo  | Overijssel | 't Wooldrik en Sporthal 't Hoge Vonder |
| Combinatie '64                   | Losser           | Overijssel | Sporthal de Luttermolen                |
| Tabak Installatietechniek/D.O.S. | Emmer-Compascuum | Drenthe    | De Klabbe                              |
| D.S.V.D. 2                       | Deurningen       | Overijssel | Sporthal 't Hoge Vonder                |
| E&O 2                            | Emmen            | Drenthe    | Angelslo                               |
| Hacol '90                        | Oldenzaal        | Overijssel | Sporthal Vondersweijde                 |
| HVE 2000                         | Erica            | Drenthe    | Sporthal Erica                         |
| Olympia HGL                      | Hengelo          | Overijssel | Sporthal Veldwijk                      |
| R.S.C.                           | Weerselo         | Overijssel | Sporthal 't Trefpunt                   |
| Stevo                            | Geesteren        | Overijssel | Sporthal de Ransuil                    |
| V en S                           | Groningen        | Groningen  | Sporthal Lewenborg                     |

>> Resterende programma afgelast, het getoonde is de oorspronkelijke planning. <<

### Stand
| Pos | Team                             | Wed | W  | G | V  | Ptn | DV  | DT  | +/−  | Opmerking                                                |
| --- | -------------------------------- | --- | -- | - | -- | --- | --- | --- | ---- | -------------------------------------------------------- |
| 1   | D.S.V.D. 2                       | 16  | 14 | 0 | 2  | 28  | 444 | 289 | +155 | Promoveert naar de tweede divisie                        |
| 2   | Stevo                            | 17  | 13 | 2 | 2  | 28  | 449 | 367 | +82  |                                                          |
| 3   | Olympia HGL                      | 18  | 10 | 1 | 7  | 21  | 426 | 399 | +27  |                                                          |
| 4   | Borhave/B.W.O. 2                 | 17  | 9  | 2 | 6  | 20  | 396 | 375 | +21  |                                                          |
| 5   | R.S.C.                           | 17  | 9  | 0 | 8  | 18  | 420 | 404 | +16  |                                                          |
| 6   | Tabak Installatietechniek/D.O.S. | 16  | 7  | 2 | 7  | 16  | 403 | 371 | +32  |                                                          |
| 7   | Hacol '90                        | 17  | 6  | 1 | 10 | 13  | 370 | 420 | −50  |                                                          |
| 8   | HVE 2000                         | 17  | 6  | 0 | 11 | 12  | 376 | 433 | −57  |                                                          |
| 9   | E&O 2                            | 17  | 5  | 1 | 11 | 11  | 368 | 422 | −54  |                                                          |
| 10  | Combinatie '64                   | 17  | 5  | 1 | 11 | 11  | 349 | 428 | −79  |                                                          |
| 11  | Avanti Wilskracht                | 17  | 3  | 2 | 12 | 8   | 334 | 427 | −93  | Nacompetitie voor degradatie naar de regio eerste klasse |

### Programma/Uitslagen
| Thuis \ Uit                      | AVA    | B&B    | CMB   | DOS    | DSV    | E&O    | HAC    | HVE    | OLY   | RSC    | STE    |
| -------------------------------- | ------ | ------ | ----- | ------ | ------ | ------ | ------ | ------ | ----- | ------ | ------ |
| Avanti Wilskracht                |        | 28–27  | 23–27 | 27–25  | 19–26  | 16–19  | 29 mrt | 21–25  | 22–22 | 22–18  | 21–21  |
| Borhave/B.W.O. 2                 | 27–18  |        | 22–18 | 29–21  | 15–34  | 25–18  | 19–19  | 31–16  | 18–24 | 29 mrt | 19–27  |
| Combinatie '64                   | 22 mrt | 21–23  |       | 23–22  | 29 mrt | 22–22  | 22–18  | 19–18  | 23–24 | 18–21  | 18–27  |
| Tabak Installatietechniek/D.O.S. | 30–10  | 20–20  | 27–18 |        | 15 mrt | 29 mrt | 34–14  | 34–19  | 25–23 | 28–22  | 29–29  |
| D.S.V.D. 2                       | 4 apr  | 21–19  | 35–15 | 29–22  |        | 33–19  | 35–11  | 39–16  | 25–19 | 37–14  | 21 mrt |
| E&O 2                            | 25–16  | 25–30  | 26–17 | 23–26  | 13–31  |        | 22 mrt | 25–15  | 30–24 | 12 mrt | 23–27  |
| Hacol '90                        | 26–15  | 18–25  | 23–24 | 4 apr  | 20–23  | 32–14  |        | 34–30  | 27–23 | 22–27  | 14–28  |
| HVE 2000                         | 24–13  | 21 mrt | 4 apr | 30–20  | 20–23  | 19–16  | 28–24  |        | 19–28 | 29–24  | 21–26  |
| Olympia HGL                      | 24–20  | 4 apr  | 28–17 | 21 mrt | 17–21  | 28–24  | 25–16  | 25–22  |       | 24–21  | 22–17  |
| R.S.C.                           | 31–26  | 21–30  | 36–16 | 30–18  | 27–14  | 28–23  | 22–25  | 31–25  | 26–22 |        | 4 apr  |
| Stevo                            | 30–17  | 26–17  | 33–31 | 25–22  | 23–18  | 33–23  | 26–27  | 28 mrt | 26–24 | 25–21  |        |

## Hoofdklasse B

### Teams
| Ploeg             | Plaats                | Provincie  | Hal                  |
| ----------------- | --------------------- | ---------- | -------------------- |
| Bentelo 2         | Bentelo               | Overijssel | Sporthal de Pol      |
| Nijhof/Broekland  | Broekland             | Overijssel | Nijhof Sporthal      |
| DFS Arnhem        | Arnhem                | Gelderland | Rijkerswoerd         |
| ESCA              | Arnhem                | Gelderland | Valkenhuizen         |
| HVBS              | Bunschoten-Spakenburg | Utrecht    | Stormvogel           |
| Lettele           | Lettele               | Overijssel | De Uutvlog           |
| OBW               | Herwen                | Gelderland | Lentemorgen          |
| Overwetering      | Olst                  | Overijssel | De Hooiberg          |
| T.V.O.            | Beckum                | Overijssel | Sporthal de Marke    |
| Wesepe            | Olst                  | Overijssel | De Hooiberg          |
| W.H.C.            | Hengevelde            | Overijssel | Sporthal de Marke    |
| Travelbags/Zwolle | Zwolle                | Overijssel | Sporthal Zwolle Zuid |

>> Resterende programma afgelast, het getoonde is de oorspronkelijke planning. <<

### Stand
| Pos | Team              | Wed | W  | G | V  | Ptn | DV  | DT  | +/−  | Opmerking                                                |
| --- | ----------------- | --- | -- | - | -- | --- | --- | --- | ---- | -------------------------------------------------------- |
| 1   | Lettele           | 19  | 19 | 0 | 0  | 38  | 596 | 420 | +176 | Promoveert naar de tweede divisie                        |
| 2   | ESCA              | 19  | 11 | 3 | 5  | 25  | 490 | 458 | +32  |                                                          |
| 3   | Nijhof/Broekland  | 19  | 11 | 2 | 6  | 24  | 478 | 402 | +76  |                                                          |
| 4   | DFS Arnhem        | 19  | 10 | 2 | 7  | 22  | 453 | 429 | +24  |                                                          |
| 5   | HVBS              | 19  | 10 | 0 | 9  | 20  | 451 | 435 | +16  |                                                          |
| 6   | Travelbags/Zwolle | 19  | 7  | 3 | 9  | 17  | 464 | 483 | −19  |                                                          |
| 7   | Wesepe            | 19  | 7  | 2 | 10 | 16  | 447 | 472 | −25  |                                                          |
| 8   | Bentelo 2         | 19  | 7  | 2 | 10 | 16  | 420 | 534 | −114 |                                                          |
| 9   | Overwetering      | 19  | 7  | 1 | 11 | 15  | 429 | 482 | −53  |                                                          |
| 10  | OBW               | 19  | 6  | 1 | 12 | 13  | 437 | 450 | −13  |                                                          |
| 11  | W.H.C.            | 19  | 4  | 3 | 12 | 11  | 431 | 481 | −50  | Nacompetitie voor degradatie naar de regio eerste klasse |
| 12  | T.V.O.            | 19  | 5  | 1 | 13 | 11  | 402 | 452 | −50  | Degradeert naar de regio eerste klasse                   |

### Programma/Uitslagen
| Thuis \ Uit       | BEN    | BRO    | DFS    | ESH    | HVB   | LET    | OBW    | OVE    | TVO    | WES    | WHH    | ZWO    |
| ----------------- | ------ | ------ | ------ | ------ | ----- | ------ | ------ | ------ | ------ | ------ | ------ | ------ |
| Bentelo 2         |        | 21–18  | 20–16  | 24–28  | 4 apr | 21 mrt | 22–18  | 32–26  | 19–17  | 19–25  | 23–23  | 22–20  |
| Nijhof/Broekland  | 46–15  |        | 28 mrt | 21–21  | 26–15 | 22–28  | 19–23  | 25–20  | 20–17  | 20–22  | 17–17  | 32–23  |
| DFS Arnhem        | 41–22  | 19–29  |        | 23–19  | 22–23 | 4 apr  | 23–21  | 26–24  | 18–18  | 23–17  | 21 mrt | 18–24  |
| ESCA              | 28 mrt | 30–29  | 23–19  |        | 25–24 | 19–26  | 39–30  | 29–16  | 25–23  | 30–18  | 26–18  | 24–24  |
| HVBS              | 42–24  | 23–25  | 19–27  | 22–21  |       | 25–27  | 28–20  | 21 mrt | 28 mrt | 28–17  | 27–19  | 27–22  |
| Lettele           | 40–27  | 30–26  | 32–19  | 35–28  | 36–23 |        | 28 mrt | 27–17  | 32–16  | 32–23  | 32–25  | 30–22  |
| OBW               | 35–17  | 22 mrt | 20–24  | 5 apr  | 19–20 | 23–37  |        | 16–21  | 23–18  | 22–27  | 30–21  | 27–24  |
| Overwetering      | 30–20  | 19–28  | 21–32  | 22–22  | 23–22 | 24–35  | 24–22  |        | 23–20  | 24–29  | 23–22  | 28 mrt |
| T.V.O.            | 21–23  | 24–29  | 28–24  | 21 mrt | 22–27 | 24–34  | 14–13  | 4 apr  |        | 25–24  | 25–18  | 22–27  |
| Wesepe            | 30–19  | 4 apr  | 22–22  | 28–32  | 21–17 | 19–27  | 28–28  | 22–23  | 20–22  |        | 23–28  | 21 mrt |
| W.H.C.            | 28–21  | 23–27  | 28–29  | 24–25  | 19–21 | 18–31  | 18–24  | 23–21  | 27–24  | 28 mrt |        | 32–32  |
| Travelbags/Zwolle | 30–30  | 12–19  | 19–28  | 32–24  | 20–18 | 20–25  | 26–23  | 30–28  | 26–22  | 31–32  | 5 apr  |        |

## Hoofdklasse C

### Teams
| Ploeg           | Plaats                | Provincie     | Hal             |
| --------------- | --------------------- | ------------- | --------------- |
| Bevo HC 2       | Panningen             | Limburg       | De Heuf         |
| BFC 2           | Beek                  | Limburg       | De Haamen       |
| LimMid          | Maasbracht            | Limburg       | Jo Gerrishallen |
| Margraten       | Margraten             | Limburg       | de Hoven        |
| MEOS            | Nederweert-Ospel      | Limburg       | de Bengele      |
| M.I.C.          | Meerssen - Valkenburg | Limburg       | Marsana         |
| NOAV            | Susteren              | Limburg       | Reinoudhal      |
| PSV Handbal 2   | Eindhoven             | Noord-Brabant | De Tempel       |
| Handbal Someren | Someren               | Noord-Brabant | De Postel       |
| De Sprint       | Deurne                | Noord-Brabant | De Peelhorst    |
| Vlug en Lenig 2 | Geleen                | Limburg       | Glanerbrook     |
| VHC '13         | Valkenswaard          | Noord-Brabant | Amundsenlaan    |

>> Resterende programma afgelast, het getoonde is de oorspronkelijke planning. <<

### Stand
| Pos | Team            | Wed | W  | G | V  | Ptn | DV  | DT  | +/− | Opmerking                                                |
| --- | --------------- | --- | -- | - | -- | --- | --- | --- | --- | -------------------------------------------------------- |
| 1   | MEOS            | 19  | 15 | 1 | 3  | 31  | 492 | 413 | +79 | Promoveert naar de tweede divisie                        |
| 2   | NOAV            | 19  | 13 | 2 | 4  | 28  | 425 | 397 | +28 |                                                          |
| 3   | Vlug en Lenig 2 | 19  | 11 | 1 | 7  | 23  | 493 | 410 | +83 |                                                          |
| 4   | De Sprint       | 19  | 10 | 2 | 7  | 22  | 456 | 428 | +28 |                                                          |
| 5   | Margraten       | 19  | 9  | 3 | 7  | 21  | 458 | 452 | +6  |                                                          |
| 6   | VHC '13         | 19  | 9  | 3 | 7  | 21  | 452 | 470 | −18 |                                                          |
| 7   | Bevo HC 2       | 19  | 8  | 1 | 10 | 17  | 444 | 442 | +2  |                                                          |
| 8   | PSV Handbal 2   | 19  | 8  | 1 | 10 | 17  | 436 | 452 | −16 |                                                          |
| 9   | Handbal Someren | 19  | 8  | 1 | 10 | 17  | 420 | 460 | −40 |                                                          |
| 10  | LimMid          | 19  | 4  | 3 | 12 | 11  | 405 | 456 | −51 |                                                          |
| 11  | M.I.C.          | 19  | 4  | 2 | 13 | 10  | 364 | 404 | −40 | Nacompetitie voor degradatie naar de regio eerste klasse |
| 12  | BFC 2           | 19  | 5  | 0 | 14 | 10  | 398 | 459 | −61 | Degradeert naar de regio eerste klasse                   |

### Programma/Uitslagen
| Thuis \ Uit     | BEV    | BFC    | LIM    | MAR    | MEO    | MIC    | NOA    | PSV    | SOM    | SPR    | V&L   | VHC    |
| --------------- | ------ | ------ | ------ | ------ | ------ | ------ | ------ | ------ | ------ | ------ | ----- | ------ |
| Bevo HC 2       |        | 23–26  | 30–24  | 34–21  | 21 mrt | 21–11  | 22–25  | 21–22  | 4 apr  | 25–17  | 26–24 | 26–21  |
| BFC 2           | 18–23  |        | 19–23  | 22–27  | 5 apr  | 18–23  | 17–19  | 22–26  | 28–23  | 22 mrt | 8–29  | 21–24  |
| LimMid          | 25–18  | 23–24  |        | 23–20  | 20–23  | 19–19  | 22 mrt | 24–24  | 23–18  | 19–22  | 5 apr | 26–31  |
| Margraten       | 30–13  | 18–24  | 24–21  |        | 18–19  | 21 mrt | 4 apr  | 25–20  | 27–17  | 28–25  | 27–26 | 27–25  |
| MEOS            | 30–29  | 31–19  | 33–21  | 29 mrt |        | 21–24  | 26–24  | 25–22  | 26–18  | 23–22  | 33–24 | 26–19  |
| M.I.C.          | 17–20  | 28 mrt | 21–21  | 23–19  | 16–23  |        | 16–17  | 23–24  | 21–24  | 21–26  | 17–22 | 26–16  |
| NOAV            | 28 mrt | 22–20  | 27–19  | 29–22  | 23–23  | 17–16  |        | 22–24  | 27–25  | 24–22  | 21–25 | 30–23  |
| PSV Handbal 2   | 28–25  | 17–28  | 26–20  | 26–27  | 18–30  | 21–15  | 20–23  |        | 23–24  | 28 mrt | 31–25 | 21–23  |
| Handbal Someren | 29–26  | 24–20  | 29 mrt | 25–25  | 20–30  | 22–20  | 21–22  | 23–22  |        | 20–27  | 15–26 | 34–14  |
| De Sprint       | 25–16  | 33–22  | 28–20  | 25–25  | 17–23  | 4 apr  | 24–20  | 27–21  | 16–17  |        | 27–19 | 21–21  |
| Vlug en Lenig 2 | 20–20  | 25–21  | 23–13  | 30–23  | 30–20  | 25–15  | 13–14  | 22 mrt | 37–21  | 42–27  |       | 29 mrt |
| VHC '13         | 29–26  | 26–21  | 26–21  | 25–25  | 29–27  | 28–20  | 19–19  | 5 apr  | 22 mrt | 22–25  | 31–28 |        |

## Hoofdklasse D

### Teams
| Ploeg                 | Plaats         | Provincie     | Hal                   |
| --------------------- | -------------- | ------------- | --------------------- |
| Green Park/Aalsmeer 3 | Aalsmeer       | Noord-Holland | De Bloemhof           |
| Atomium '61           | Rotterdam      | Zuid-Holland  | De Enk                |
| Habo '95              | Boekel         | Noord-Brabant | De Burcht             |
| Heerle                | Heerle         | Noord-Brabant | De Omganck            |
| Hellas                | Den Haag       | Zuid-Holland  | Hellashal             |
| Goodflooring/H.M.C.   | Raamsdonksveer | Noord-Brabant | Dongemond             |
| Houten                | Houten         | Utrecht       | The Dome              |
| Internos              | Etten-Leur     | Noord-Brabant | Munnikenheide College |
| Nieuwegein            | Nieuwegein     | Utrecht       | Galecop               |
| SC Twist              | Schiedam       | Zuid-Holland  | Westwijk              |
| Verburch              | Poeldijk       | Zuid-Holland  | J. v.d. Valkhal       |
| WPK/Westlandia 2      | Naaldwijk      | Zuid-Holland  | De Pijl               |

>> Resterende programma afgelast, het getoonde is de oorspronkelijke planning. <<

### Stand
| Pos | Team                  | Wed | W  | G | V  | Ptn | DV  | DT  | +/−  | Opmerking                                                |
| --- | --------------------- | --- | -- | - | -- | --- | --- | --- | ---- | -------------------------------------------------------- |
| 1   | Goodflooring/H.M.C.   | 19  | 16 | 1 | 2  | 33  | 491 | 365 | +126 | Promoveert naar de tweede divisie                        |
| 2   | Habo '95              | 19  | 15 | 1 | 3  | 31  | 543 | 452 | +91  |                                                          |
| 3   | Green Park/Aalsmeer 3 | 19  | 12 | 0 | 7  | 24  | 462 | 415 | +47  |                                                          |
| 4   | Verburch              | 19  | 11 | 1 | 7  | 23  | 473 | 416 | +57  |                                                          |
| 5   | Houten                | 19  | 10 | 3 | 6  | 23  | 535 | 491 | +44  |                                                          |
| 6   | WPK/Westlandia 2      | 19  | 10 | 1 | 8  | 21  | 440 | 423 | +17  |                                                          |
| 7   | Internos              | 19  | 10 | 0 | 9  | 20  | 434 | 427 | +7   |                                                          |
| 8   | Hellas                | 19  | 6  | 3 | 10 | 15  | 434 | 447 | −13  |                                                          |
| 9   | Atomium '61           | 19  | 7  | 1 | 11 | 15  | 459 | 506 | −47  |                                                          |
| 10  | Heerle                | 19  | 7  | 1 | 11 | 15  | 401 | 461 | −60  |                                                          |
| 11  | Nieuwegein            | 19  | 4  | 0 | 15 | 8   | 419 | 507 | −88  | Nacompetitie voor degradatie naar de regio eerste klasse |
| 12  | SC Twist              | 19  | 0  | 0 | 19 | −2  | 304 | 485 | −181 | Degradeert naar de regio eerste klasse                   |

1. ↑  SC Twist heeft 2 punten in mindering gekregen.

### Programma/Uitslagen
| Thuis \ Uit           | AAL    | ATM    | HAB    | HEE    | HEL    | HMC    | HOU    | INT   | NIE    | TWI    | VER    | WLA    |
| --------------------- | ------ | ------ | ------ | ------ | ------ | ------ | ------ | ----- | ------ | ------ | ------ | ------ |
| Green Park/Aalsmeer 3 |        | 28–21  | 25–30  | 28–14  | 31–20  | 21–24  | 22 mrt | 5 apr | 22–17  | 27–15  | 25–24  | 27–21  |
| Atomium '61           | 22–29  |        | 28–28  | 24–21  | 5 apr  | 22–24  | 33–24  | 30–25 | 15 mrt | 24–22  | 22–29  | 27–32  |
| Habo '95              | 26–20  | 35–25  |        | 34–20  | 23–17  | 24–21  | 29–25  | 37–21 | 36–22  | 33–19  | 30–24  | 28 mrt |
| Heerle                | 20–29  | 26–21  | 22–24  |        | 24–22  | 28 mrt | 25–21  | 21–26 | 24–21  | 27–18  | 20–20  | 19–30  |
| Hellas                | 28–22  | 23–26  | 25–29  | 27–20  |        | 17–25  | 25–25  | 18–22 | 29–24  | 29–17  | 29 mrt | 31–17  |
| Goodflooring/H.M.C.   | 19–17  | 28–18  | 4 apr  | 28–19  | 19–15  |        | 26–26  | 25–26 | 36–20  | 34–15  | 21 mrt | 23–19  |
| Houten                | 27–19  | 45–28  | 38–32  | 31–23  | 30–30  | 22–25  |        | 24–21 | 29–24  | 28 mrt | 31–32  | 29–26  |
| Internos              | 27–28  | 28 mrt | 20–24  | 26–16  | 21 mrt | 16–30  | 27–20  |       | 28–23  | 25–14  | 22–18  | 21–24  |
| Nieuwegein            | 28 mrt | 21–27  | 31–27  | 18–22  | 29–18  | 20–23  | 22–33  | 19–23 |        | 27–22  | 28–26  | 15–27  |
| SC Twist              | 15–19  | 17–26  | 22 mrt | 13–18  | 15–23  | 10–28  | 14–22  | 14–21 | 5 apr  |        | 14–30  | 19–26  |
| Verburch              | 25–22  | 28–16  | 18–20  | 4 apr  | 27–15  | 20–26  | 30–33  | 23–19 | 27–17  | 26–17  |        | 24–18  |
| WPK/Westlandia 2      | 20–23  | 21–19  | 31–22  | 22 mrt | 22–22  | 18–27  | 5 apr  | 19–18 | 28–21  | 20–14  | 21–22  |        |

## Hoofdklasse E

### Teams
| Ploeg                 | Plaats        | Provincie     | Hal             |
| --------------------- | ------------- | ------------- | --------------- |
| Green Park/Aalsmeer 2 | Aalsmeer      | Noord-Holland | De Bloemhof     |
| Cometas               | Leeuwarden    | Friesland     | Kalverdijkje 2  |
| KSV                   | Heerhugowaard | Noord-Holland | Waardergolf     |
| Meervogels '60        | Akersloot     | Noord-Holland | De Lelie        |
| Westfriesland/SEW 3   | Nibbixwoud    | Noord-Holland | De Dres         |
| Tornado               | Heerhugowaard | Noord-Holland | Waardergolf     |
| U.S.                  | Amsterdam     | Noord-Holland | De Pijp         |
| De Valken             | Venhuizen     | Noord-Holland | De Banne        |
| Vido                  | Purmerend     | Noord-Holland | De Vaart        |
| Commandeur/VVW 2      | Wervershoof   | Noord-Holland | De Dars         |
| WPK/Westlandia 3      | Naaldwijk     | Zuid-Holland  | De Pijl         |
| Zeeburg               | Diemen        | Noord-Holland | Sporthal Diemen |

>> Resterende programma afgelast, het getoonde is de oorspronkelijke planning. <<

### Stand
| Pos | Team                  | Wed | W  | G | V  | Ptn | DV  | DT  | +/−  | Opmerking                                                |
| --- | --------------------- | --- | -- | - | -- | --- | --- | --- | ---- | -------------------------------------------------------- |
| 1   | Zeeburg               | 19  | 16 | 1 | 2  | 33  | 512 | 420 | +92  | Promoveert naar de tweede divisie                        |
| 2   | Cometas               | 19  | 15 | 1 | 3  | 31  | 503 | 410 | +93  |                                                          |
| 3   | Westfriesland/SEW 3   | 19  | 12 | 2 | 5  | 26  | 493 | 419 | +74  |                                                          |
| 4   | U.S.                  | 19  | 12 | 2 | 5  | 26  | 486 | 430 | +56  |                                                          |
| 5   | Tornado               | 19  | 12 | 2 | 5  | 26  | 476 | 425 | +51  |                                                          |
| 6   | Meervogels '60        | 19  | 9  | 2 | 8  | 20  | 453 | 458 | −5   |                                                          |
| 7   | KSV                   | 19  | 8  | 3 | 8  | 19  | 435 | 420 | +15  |                                                          |
| 8   | WPK/Westlandia 3      | 19  | 7  | 0 | 12 | 14  | 462 | 461 | +1   |                                                          |
| 9   | Vido                  | 19  | 6  | 0 | 13 | 12  | 384 | 470 | −86  |                                                          |
| 10  | De Valken             | 19  | 4  | 2 | 13 | 10  | 404 | 471 | −67  |                                                          |
| 11  | Commandeur/VVW 2      | 19  | 4  | 1 | 14 | 9   | 484 | 509 | −25  | Nacompetitie voor degradatie naar de regio eerste klasse |
| 12  | Green Park/Aalsmeer 2 | 19  | 1  | 0 | 18 | 2   | 322 | 521 | −199 | Degradeert naar de regio eerste klasse                   |

### Programma/Uitslagen
| Thuis \ Uit           | AAL    | COM    | KSV    | MEE    | SEW    | TOR    | US     | VAL    | VID    | VVW   | WLA    | ZEE    |
| --------------------- | ------ | ------ | ------ | ------ | ------ | ------ | ------ | ------ | ------ | ----- | ------ | ------ |
| Green Park/Aalsmeer 2 |        | 22–30  | 20–23  | 22–25  | 18–28  | 11–28  | 15–27  | 5 apr  | 24–20  | 22–35 | 22 mrt | 22–24  |
| Cometas               | 34–9   |        | 26–20  | 32–22  | 28 mrt | 26–20  | 29–28  | 28–19  | 23–22  | 31–24 | 25–23  | 28–20  |
| KSV                   | 26–10  | 17–17  |        | 4 apr  | 21 mrt | 24–24  | 21–24  | 24–22  | 18–22  | 33–22 | 33–27  | 22–24  |
| Meervogels '60        | 28 mrt | 25–23  | 19–18  |        | 19–26  | 16–19  | 24–28  | 28–23  | 24–19  | 25–24 | 25–17  | 32–34  |
| Westfriesland/SEW 3   | 24–17  | 32–22  | 24–18  | 15–27  |        | 22–26  | 26–20  | 38–17  | 26–13  | 27–27 | 4 apr  | 23–27  |
| Tornado               | 25–14  | 19–33  | 26–21  | 24–24  | 23–29  |        | 28–26  | 29–19  | 28–20  | 26–23 | 36–18  | 29 mrt |
| U.S.                  | 28–18  | 4 apr  | 19–19  | 28–24  | 30–24  | 22 mrt |        | 27–18  | 18–19  | 37–26 | 25–21  | 20–34  |
| De Valken             | 30–16  | 23–26  | 18–20  | 18–18  | 21–19  | 16–22  | 23–23  |        | 28 mrt | 24–29 | 22–20  | 28–32  |
| Vido                  | 16–15  | 19–24  | 23–34  | 21 mrt | 18–29  | 4 apr  | 21–32  | 26–20  |        | 25–24 | 24–28  | 20–29  |
| Commandeur/VVW 2      | 33–18  | 22 mrt | 26–28  | 23–30  | 23–26  | 24–30  | 29 mrt | 24–25  | 24–26  |       | 27–26  | 24–25  |
| WPK/Westlandia 3      | 29–18  | 20–21  | 29 mrt | 35–21  | 29–31  | 24–18  | 28–30  | 22–18  | 27–15  | 25–22 |        | 20–23  |
| Zeeburg               | 36–11  | 26–25  | 27–16  | 30–25  | 24–24  | 35–25  | 12–16  | 22 mrt | 23–16  | 4 apr | 27–23  |        |